# Kälberbuckel
Der Kälberbuckel (1054 m) ist ein Berg im Bayerischen Wald westlich des Pfarrdorfes Achslach in der gleichnamigen Gemeinde und liegt im Naturpark Bayerischer Wald. Er ist nahezu vollständig bewaldet.
Die nächsten benachbarten Berge sind im Nordwesten der Predigtstuhl (1024 m) und im Südosten der Hirschenstein (1092 m). Der Kälberbuckel liegt auf demselben Höhenzug.